# Gianni Carchia
Gianni Carchia (Torino, 2 dicembre 1947 – Vetralla, 6 marzo 2000) è stato un filosofo italiano.

## Biografia
Laureato su Verità e linguaggio nel giovane Benjamin con Gianni Vattimo a Torino nel 1971, Carchia ha insegnato in diversi licei e poi Estetica all'università di Viterbo e, dal 1992, all'università Roma III.
Studioso di filosofia antica, traduttore dal tedesco e insegnante, nella sua breve vita ha lasciato opere apprezzate come Orfismo e tragedia (1979), Estetica ed erotica (1981), Dall'apparenza al mistero (1983), La legittimazione dell'arte (1982), Arte e bellezza (1995), L'estetica antica (1999) ecc.
Fu politicamente vicino a Jacques Camatte e all’anarchismo di Piero Flecchia e Arturo Schwarz. Fine traduttore di Max Horkheimer, tradusse anche opere di Marx, Benjamin, Blumenberg, Apel, Gehlen, Odo Marquard e Reiner Schürmann.
Si è anche occupato, con Roberto Salizzoni, di arte dei popoli 'primitivi' e di artisti contemporanei quali Ruggero Savinio, Piero Sbarluzzi o Dario Lanzardo. La casa editrice Quodlibet, con l'aiuto della moglie Monica Ferrando, sta raccogliendo le sue opere postume. Giorgio Agamben dice che "il nome di Carchia si iscrive a pieno diritto nel regesto dei pochi nomi che contano nel pensiero italiano degli ultimi trent'anni accanto a quelli di Giorgio Colli, di Furio Jesi, di Enzo Melandri". E Massimo Cacciari dice che "Gianni aveva una dote 'misteriosa': riusciva ad immaginare la filosofia - intendo dire: riusciva a porla in immagini come a dipingerla. In questo Gianni stava nel solco dei più grandi neoplatonici, io credo, ma anche in quello del pensiero italiano più alto e misconosciuto, dall'Umanesimo a Vico".

## Opere
- trad. di Theodor W. Adorno, Minima immoralia. Aforismi tralasciati nell'edizione italiana (Einaudi, 1954), Milano: L'erba voglio, 1976
- trad. di Karl-Otto Apel, Comunità e comunicazione, introduzione di Gianni Vattimo, Torino: Rosemberg & Sellier, 1977
- prefazione e cura di Henry Corbin, L'imâm nascosto, Milano: Celuc, 1979; Milano: SE, 2008 ISBN 978-88-7710-766-4
- Orfismo e tragedia. Il mito trasfigurato, Milano: Celuc, 1979;
  - n. ed. a cura di Monica Ferrando, con uno scritto di Julien Coupat, Macerata: Quodlibet 2019 ISBN 9788822902795.
- cura (con Roberto Salizzoni) di Estetica e antropologia. Arte e comunicazione dei primitivi, Torino : Rosemberg & Sellier, 1980
- Estetica ed erotica. Saggio sull'immaginazione, Milano: Celuc, 1981;
  - n. ed. con un testo di Paolo Vernaglione Berardi, Macerata: Quodlibet 2021 ISBN 9788822906250.
- La legittimazione dell'arte. Studi sull'intelligibile estetico, Napoli: Guida, 1982 ISBN 978-8870421590
- Dall'apparenza al mistero. La nascita del romanzo, Milano: Celuc, 1983
- Il mito in pittura. La tradizione come critica, Milano: Celuc, 1987
- cura di Arnold Gehlen, Quadri d'epoca. Sociologia e estetica della pittura moderna, Napoli: Guida, 1989; 2011 ISBN 978-88-604-2898-1
- Retorica del sublime, Roma-Bari: Laterza, 1990 ISBN 88-420-3521-1
- Arte e bellezza. Saggio sull'estetica della pittura, Bologna: Il Mulino, 1995 ISBN 978-8815052124
- cura (con Maurizio Ferraris) di Interpretazione ed emancipazione. Studi in onore di Gianni Vattimo, Torino: Dipartimento di ermeneutica / Milano: Raffaello Cortina, 1996 ISBN 88-7078-376-6
- introduzione a Karl Löwith, Scritti sul Giappone, Soveria Mannelli: Rubbettino, 1995
- La favola dell'essere. Commento al Sofista, con il Sofista di Platone nella traduzione di Emidio Martini, Macerata: Quodlibet, 1997 ISBN 978-8886570220
- cura (con Paolo D'Angelo) di Dizionario di estetica, Roma-Bari: Laterza, 1999 ISBN 88-420-5829-7
- L'estetica antica, Roma-Bari: Laterza, 1999 ISBN 88-420-5699-5
- L'amore del pensiero, Macerata: Quodlibet, 2000 ISBN 88-86570-61-9
- Nome e immagine. Saggio su Walter Benjamin, Roma: Bulzoni, 2000; Macerata: Quodlibet, 2009 ISBN 978-88-7462-201-6
- Immagine e verità. Studi sulla tradizione classica, a cura di Monica Ferrando, prefazione di Sergio Givone, Roma: Edizioni di storia e letteratura, 2003 ISBN 88-8498-112-3
- Kant e la verità dell'apparenza, a cura di Gianluca Garelli, Torino: Ananke, 2006 ISBN 88-7325-151-X
- introduzione a Walter Friedrich Otto, Il poeta e gli antichi dèi, Rovereto: Zandonai, 2008